# Salomé (Norte)
Salomé é uma comuna francesa na região administrativa de Altos da França, no departamento do Norte. Estende-se por uma área de 5.25 km². Em 2010 a comuna tinha 2 978 habitantes (densidade: 567,2 hab./km²).